# Sistema Westminster

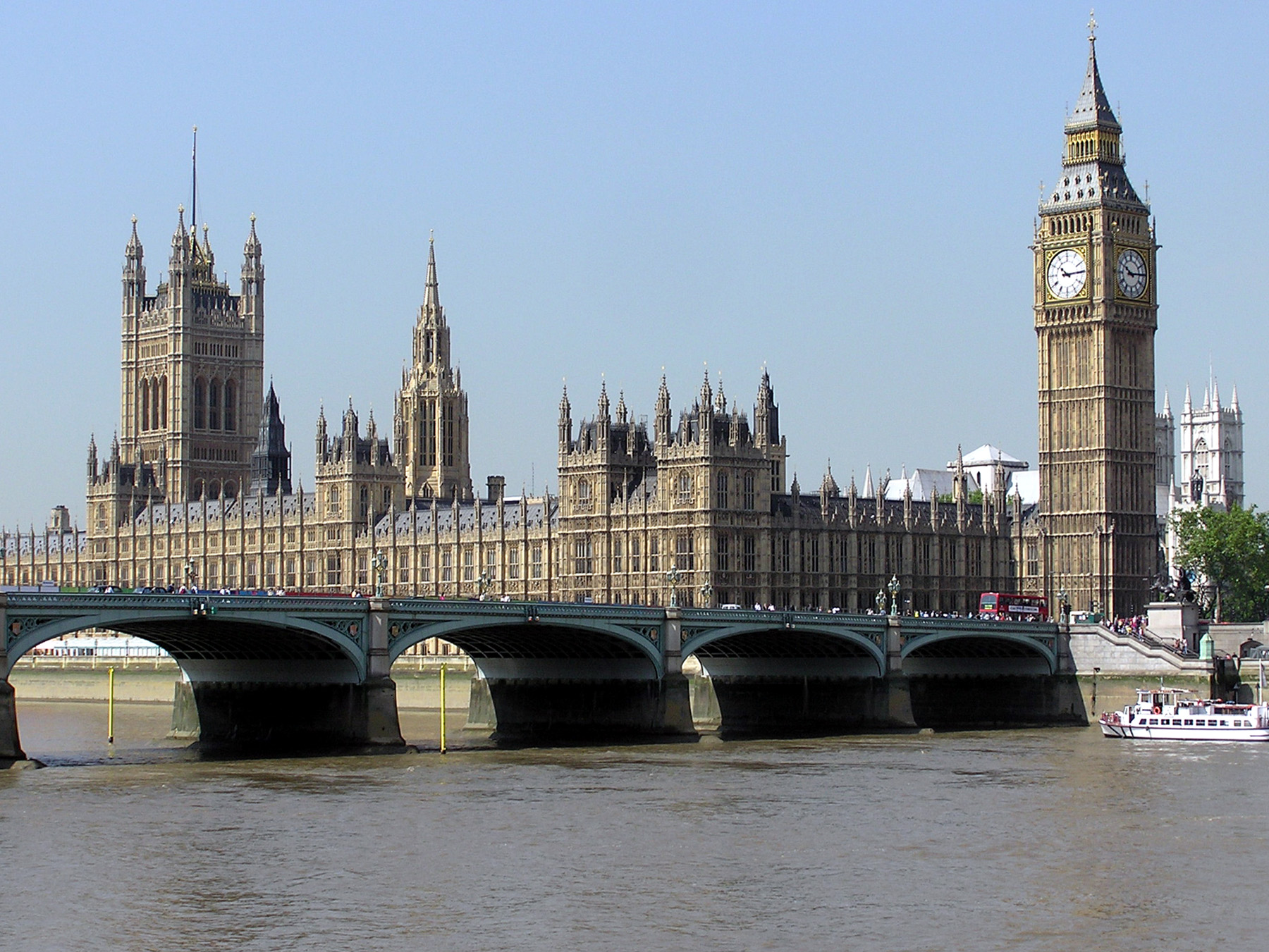
Il parlamento del Regno Unito, il palazzo di Westminster, a Londra

Il sistema Westminster (o modello Westminster) è una forma di governo democratica parlamentare sviluppatasi nel Regno Unito e utilizzata da molti fra i paesi che appartengono (o sono appartenuti) al Commonwealth, come Australia, Canada, India, Irlanda, Malaysia, Nuova Zelanda e Singapore.
Essa definisce per altri versi il parlamentarismo in senso stretto come modello di democrazia fondantesi sul ruolo esclusivo del Parlamento come organo deliberativo, prim'ancora che rappresentativo, in quanto depositario in ultima istanza della sovranità del popolo che la esercita per suo tramite.
A differenza degli altri regimi parlamentari è tuttavia considerato il modello più significativo di sistema politico maggioritario; consiste in una forma di monocameralismo di fatto, governato da due soli partiti che si alternano alla guida dell'esecutivo (che assume centralità al pari dell'unica camera dominante il processo legislativo); esprime di volta in volta governi monopartitici, mentre altre sue peculiari caratteristiche sono la presenza di flessibilità costituzionale, l'assenza di revisione giurisdizionale, una banca centrale che risponde al governo.

## Origini
Il modello Westminster non è il risultato di una costituzione scritta, bensì di una plurisecolare evoluzione storica che ha portato al concetto del responsible party government.
"L'anglocentrismo difatti configura la cifra caratterizzante la quasi totalità degli studi degli storici dell'età liberale, tant'è vero che solamente a partire dalla fine del XIX secolo la storiografia costituzionale e, ultima arrivata, la scienza della constitutional law hanno iniziato timidamente a discorrere in termini britannici nel tentativo di contribuire anch'esse alla costruzione di un'idea unificante di nazione (...) Non c'è dubbio che il modello istituzionale di Westminster abbia informato di sé l'evoluzione dell'intero Regno Unito" e, successivamente, i sistemi politico-costituzionali delle ex colonie britanniche.
Tale evoluzione ha anche fortemente condizionato la costituzione del sistema partitico in termini bipolari: i partiti politici nel Regno Unito, infatti, "hanno dovuto adattarsi al sistema di governo parlamentare e di gabinetto" (Jean Blondel).

## Caratteristiche
Il sistema di governo di Westminster può includere alcune delle seguenti caratteristiche:
- Un capo di Stato che funge da detentore nominale o legale e costituzionale del potere esecutivo, e detiene numerosi poteri di riserva, ma i cui doveri quotidiani consistono principalmente nello svolgere funzioni cerimoniali. Esempi includono re Carlo III, i governatori generali nei reami del Commonwealth, o i presidenti di molti paesi, e i governatori statali o provinciali nei sistemi federali. Le eccezioni a questo sono Irlanda e Israele, i cui presidenti sono de jure e de facto cerimoniali, e questi ultimi non possiedono alcun potere di riserva.
- Un capo del governo (o capo dell'esecutivo), noto come primo ministro (PM), premier, capo ministro o presidente del Consiglio dei ministri. Mentre il capo dello stato nomina il capo del governo, la convenzione costituzionale suggerisce che la maggioranza dei membri eletti del parlamento debba sostenere la persona nominata.[4] Se più della metà dei parlamentari eletti appartiene allo stesso partito politico, allora il leader parlamentare di quel partito viene in genere nominato. Un'eccezione a ciò è stata Israele, in cui le elezioni dirette del primo ministro sono state effettuate nel 1996, 1999 e 2001.
- Un potere esecutivo guidato dal capo del governo, solitamente composto da membri della legislatura, con i membri più anziani dell'esecutivo in un gabinetto che aderisce al principio di responsabilità collettiva del gabinetto; tali membri esercitano l'autorità esecutiva per conto dell'autorità esecutiva nominale o teorica.
- Un servizio civile indipendente e non partigiano che fornisce consulenza e implementa le decisioni del governo eletto. I dipendenti pubblici hanno incarichi permanenti e possono aspettarsi processi di selezione basati sul merito e continuità di impiego quando i governi cambiano.[5]
- Un'opposizione parlamentare (in un sistema multipartitico ) con un leader ufficiale dell'opposizione, che generalmente assume un ruolo avversario,[6] presentando argomenti contro le politiche del governo. In alcuni paesi, ci si aspetta che il leader dell'opposizione sia pronto a formare un governo se la carica di capo del governo diventa vacante.
- Un'assemblea legislativa, spesso bicamerale, con almeno una camera eletta, sebbene esistano anche sistemi unicamerali. Tradizionalmente, la camera bassa viene eletta tramite il sistema uninominale secco da distretti uninominali, che è ancora più comune.
- Una camera bassa del parlamento con il potere di licenziare un governo "trattenendo (o bloccando) le risorse" (respingendo un bilancio) o approvando o respingendo una mozione di fiducia.
- Un parlamento che può essere sciolto in qualsiasi momento e per il quale possono essere indette elezioni anticipate.
- Immunità parlamentare, che consente al legislatore di discutere qualsiasi questione ritenga rilevante senza timore di conseguenze derivanti da dichiarazioni o registrazioni diffamatorie.
- Verbali delle riunioni, spesso noti come Hansard, che offrono al legislatore la possibilità di escludere la discussione da tali verbali.
- La capacità dei tribunali di affrontare il silenzio o l'ambiguità nel diritto statutario attraverso lo sviluppo del diritto comune. Esiste anche un altro sistema parallelo di principi legali noto come equità. Le eccezioni a questo includono India, Quebec in Canada e Scozia nel Regno Unito, tra gli altri paesi che mescolano il diritto comune con altri sistemi legali.

La maggior parte delle procedure del sistema Westminster ha avuto origine dalle convenzioni, dalle pratiche e dai precedenti del Parlamento del Regno Unito, che formano una parte di quella che è nota come Costituzione del Regno Unito. A differenza della costituzione britannica non codificata, la maggior parte dei paesi che utilizzano il sistema Westminster ha codificato il sistema, almeno in parte, in una costituzione scritta.
Tuttavia, le convenzioni, le pratiche e i precedenti non codificati continuano a svolgere un ruolo significativo nella maggior parte dei paesi, poiché molte costituzioni non specificano elementi importanti della procedura. Ad esempio, alcune vecchie costituzioni che utilizzano il sistema Westminster non menzionano l'esistenza del gabinetto o del primo ministro, perché questi uffici erano dati per scontati dagli autori di queste costituzioni. A volte queste convenzioni, poteri di riserva e altre influenze si scontrano in tempi di crisi e in tali momenti le debolezze degli aspetti non scritti del sistema Westminster, così come i punti di forza della flessibilità del sistema Westminster, vengono messi alla prova. Come esempio illustrativo, nella crisi costituzionale australiana del 1975, il governatore generale dell'Australia, Sir John Kerr, licenziò il primo ministro Gough Whitlam e lo sostituì con il leader dell'opposizione Malcolm Fraser.

## Funzionamento
Il modello delle funzioni esecutive all'interno di un sistema Westminster è piuttosto complesso. In sostanza, il capo di Stato, solitamente un monarca o un presidente, è una figura di rappresentanza cerimoniale che è la fonte teorica, nominale o de jure del potere esecutivo all'interno del sistema. In pratica, tale figura non esercita attivamente poteri esecutivi, anche se l'autorità esecutiva è esercitata nominalmente in suo nome.
Il capo del governo, solitamente chiamato primo ministro o premier, idealmente avrà il sostegno di una maggioranza nella camera responsabile e deve, in ogni caso, essere in grado di garantire l'esistenza di una maggioranza assoluta contro il governo. Se il Parlamento approva una mozione di sfiducia o rifiuta di approvare un disegno di legge importante come il bilancio, allora il governo deve dimettersi in modo che possa essere nominato un governo diverso o cercare uno scioglimento parlamentare in modo che possano essere tenute nuove elezioni generali per riconfermare o negare il mandato del governo.
L'autorità esecutiva all'interno di un sistema Westminster è esercitata de jure dal gabinetto nel suo complesso, insieme a ministri più giovani, tuttavia, in effetti, il capo del governo domina l'esecutivo poiché il capo del governo è in ultima analisi la persona da cui il capo dello Stato prenderà consiglio (per convenzione costituzionale) sull'esercizio del potere esecutivo, inclusa la nomina e la revoca dei membri del gabinetto. Ciò si traduce nella situazione in cui i singoli membri del gabinetto in effetti servono a piacimento del primo ministro. Pertanto il gabinetto è fortemente subordinato al primo ministro in quanto possono essere sostituiti in qualsiasi momento o possono essere spostati ("declassati") a un portafoglio diverso in un rimpasto di gabinetto per "prestazioni insufficienti".
Nel Regno Unito, il sovrano detiene teoricamente l'autorità esecutiva, anche se il primo ministro e il gabinetto esercitano effettivamente i poteri esecutivi. In una repubblica parlamentare come l'India, il presidente è l'esecutivo de jure, anche se i poteri esecutivi sono essenzialmente istituiti dal primo ministro e dal Consiglio dei ministri. In Israele, tuttavia, il potere esecutivo è conferito de jure e de facto al gabinetto e il presidente è de jure e de facto una figura di rappresentanza cerimoniale.
Ad esempio, il primo ministro e il gabinetto (come organo esecutivo de facto nel sistema) devono generalmente chiedere il permesso del capo dello Stato quando svolgono funzioni esecutive. Se, ad esempio, il primo ministro britannico desiderasse sciogliere il Parlamento per tenere elezioni generali, il primo ministro è costituzionalmente tenuto a chiedere il permesso al sovrano per realizzare tale desiderio. Tuttavia, il sovrano nei tempi moderni ha praticamente sempre seguito il consiglio del suo primo ministro senza la propria agenzia, questo è dovuto al fatto che il sovrano britannico è un monarca costituzionale; lui o lei rispetta il consiglio dei suoi ministri, tranne quando esercita poteri di riserva in tempi di crisi. Il potere del sovrano di nominare e revocare governi, nominare ministri del gabinetto per servire nel governo, nominare diplomatici, dichiarare guerra e firmare trattati (tra gli altri poteri de jure detenuti dal sovrano) è noto come prerogativa reale, che nei tempi moderni è esercitata dal sovrano esclusivamente su consiglio del primo ministro.
Questa usanza si verifica anche in altri paesi o regioni del mondo che utilizzano il sistema Westminster, come eredità del dominio coloniale britannico. Nei reami del Commonwealth come Canada, Australia e Nuova Zelanda, le funzioni quotidiane che sarebbero esercitate personalmente dal sovrano nel Regno Unito sono invece esercitate dal governatore generale. In tali nazioni, il primo ministro è obbligato a chiedere formalmente il permesso al governatore generale quando implementa decisioni esecutive, in un modo simile al sistema britannico.
Uno scenario analogo esiste anche nelle repubbliche del Commonwealth delle Nazioni, come l'India o Trinidad e Tobago, dove c'è un presidente che svolge funzioni simili a quelle di un governatore generale.
Un caso insolito è quello di Israele, dove il primo ministro ha il pieno potere legale di attuare decisioni esecutive e non è richiesta l'approvazione presidenziale; in questo caso il primo ministro è la fonte de jure completa dell'autorità esecutiva e non il capo dello Stato.
Il capo dello Stato terrà spesso riunioni con il capo del governo e del gabinetto, come mezzo per tenersi al corrente della politica governativa e come mezzo per consigliare, consultare e mettere in guardia i ministri nelle loro azioni. Tale pratica ha luogo nel Regno Unito e in India. Nel Regno Unito, il sovrano tiene riunioni settimanali riservate con il primo ministro per discutere della politica governativa e per offrire le sue opinioni e consigli sulle questioni del giorno. In India, il primo ministro è costituzionalmente tenuto a tenere sessioni regolari con il presidente, in modo simile alla suddetta pratica britannica. In sostanza, il capo dello Stato, in quanto autorità esecutiva teorica, "regna ma non governa". Questa frase significa che il ruolo del capo dello stato nel governo è generalmente cerimoniale e di conseguenza non istituisce direttamente poteri esecutivi. I poteri di riserva del capo dello Stato sono sufficienti per garantire il rispetto di alcuni dei suoi desideri. Tuttavia, l'entità di tali poteri varia da un paese all'altro ed è spesso oggetto di controversia.
Un simile accordo esecutivo emerse per la prima volta nel Regno Unito. Storicamente, il sovrano britannico deteneva ed esercitava direttamente tutta l'autorità esecutiva. Giorgio I di Gran Bretagna fu il primo monarca britannico a delegare alcuni poteri esecutivi a un primo ministro e a un gabinetto di ministri, in gran parte perché era anche il monarca di Hannover in Germania e non parlava fluentemente inglese. Nel tempo, ulteriori accordi continuarono a consentire l'esecuzione dell'autorità esecutiva per conto del sovrano e sempre più potere di fatto finì nelle mani del primo ministro. Tale concetto fu rafforzato da The English Constitution (1867) di Walter Bagehot, che distinse tra le funzioni separate "dignitose" ed "efficienti" del governo. Il sovrano dovrebbe essere un punto focale per la nazione ("dignitoso"), mentre il primo ministro e il gabinetto prendevano effettivamente decisioni esecutive ("efficienti").

## Il ruolo del capo dello Stato
Il capo dello Stato o il suo rappresentante (come un governatore generale) nomina formalmente come capo del governo chiunque goda della fiducia della camera bassa o unica della legislatura e lo invita a formare un governo. Nel Regno Unito, questo è noto come "baciare le mani". Sebbene lo scioglimento della legislatura e la convocazione di nuove elezioni siano formalmente eseguiti dal capo dello Stato, il capo dello Stato, per convenzione, agisce secondo i desideri del capo del governo.
Un presidente, un monarca o un governatore generale potrebbero possedere poteri di riserva chiaramente significativi. Esempi dell'uso di tali poteri includono la crisi costituzionale australiana del 1975 e l'affare canadese King-Byng del 1926. I Principi di Lascelles furono un tentativo di creare una convenzione per coprire situazioni simili, ma non sono stati testati nella pratica. A causa delle differenze nelle loro costituzioni scritte, i poteri formali di monarchi, governatori generali e presidenti variano notevolmente da un paese all'altro. Tuttavia, poiché sovrani e governatori generali non sono eletti e alcuni presidenti potrebbero non essere eletti direttamente dal popolo, sono spesso protetti da qualsiasi disapprovazione pubblica derivante dall'uso unilaterale o controverso dei loro poteri.
In molti reami del Commonwealth un governatore generale rappresenta formalmente il monarca, che di solito è assente dal regno. In tali paesi, l'identità del "capo di Stato" può essere poco chiara.

## Il ruolo del parlamento
Ruolo centrale nel modello Westminster ha certamente l'istituzione parlamentare, caratterizzata dal bicameralismo.
Dalla Gloriosa Rivoluzione del 1688, che con la Carta dei Diritti consacra il parlamento come luogo della sovranità, l'istituzione parlamentare rappresenta l'arena centrale del paese all'interno di una società sostanzialmente omogenea (si vedano a questo proposito il pensiero e le opere del politologo Stein Rokkan). Sia che venga inteso come "la grande inchiesta della nazione" (Somerset, 1734), come "congresso di opinioni" (John Stuart Mill 1861), o come uno "specchio non solo degli interessi materiali ma anche dello spirito dell'Inghilterra", il parlamento gioca sempre un ruolo fondamentale negli sviluppi sociali e culturali del paese.
Una prima qualificazione del governo parlamentare classico è quella di essere un "governo rappresentativo e responsabile" (Anthony Birch). Vi ha poi un ruolo importante l'idea whig di rappresentanza che attribuisce al parlamento un ruolo nel processo decisionale: in altre parole, la Camera dei Comuni è non solo un corpo rappresentativo ma anche un corpo deliberativo, e quindi non è solo rappresentanza degli interessi e delle critiche del paese. Ciò implica che i deputati devono rappresentare non solo i vari interessi sezionali, e perciò frammentati, ma l'interesse generale, "il pubblico bene in generale". Il parlamento non è un congresso di ambasciatori o delegati, ma un'assemblea deliberativa di fiduciari (trustees), chiamati a perseguire l'interesse della nazione.

## Il ruolo del governo
Conseguenza di tale concezione è che il governo sia considerato responsabile verso il parlamento. La responsabilità collettiva del governo verso il parlamento implica anche la responsabilità individuale dei singoli ministri. Quest'idea si fonda a sua volta su tre presupposti (che corrispondono al concetto politico di resocontabilità):
1. l'unità del Gabinetto (Cabinet);
2. l'effettivo controllo del Gabinetto da parte del Primo ministro;
3. le dimissioni del primo ministro oppure lo scioglimento del parlamento se il governo viene sconfitto in parlamento.

Un'altra responsabilità del governo è la responsiveness, il dovere di rispondere al paese e al popolo. Quest'idea non è esclusivamente effetto della democratizzazione, dell'allargamento del suffragio o dell'avvento del concetto di partito di massa (vedi le teorie politiche di Giovanni Sartori); esso è anche il risultato sia del primato del parlamento sia del cosiddetto governo aristocratico. Si incontrano in tale modello la concezione tory del parlamento come espressione degli interessi della nazione e la concezione whig del parlamento come deliberativo.
È questa la responsabilità indipendente e funzionale di cui parla Sartori, la quale richiede indipendenza di giudizio e di decisione; si differenzia dalla concezione di responsabilità dipendente o personale, caratterizzata invece dal rapporto verso un altro soggetto di volontà. Fra le due concezioni regna il conflitto e la tensione politica: il responsive government porta in sé la dottrina del governo della responsible leadership, della responsabilità morale come prerogativa personale. Non a caso Walter Bagehot vedeva uno dei principi del parlamento nell'obbedienza a leader efficienti e autorevoli.
Altra conseguenza della responsabilità trova luogo nel fatto che i membri del parlamento dovrebbero essere indipendenti dalle loro constituencies, dovrebbero agire in accordo con il proprio giudizio e non comportarsi come delegati di queste ultime: "Nella teoria politica britannica, i rappresentanti non sono delegati e non devono seguire istruzioni".
La centralità del parlamento, la sua supremazia o sovranità, implica l'indipendenza della rappresentanza parlamentare nel suo complesso e l'indipendenza dei suoi singoli membri: parlamento quale luogo di sovranità effettiva, caratterizzato da una grande continuità storica, da un'egemonia politico-culturale, da una legittimità mai sfidata, da una forte capacità integratrice. La stessa monarchia dovette prenderne atto, quando la regina Vittoria decise di riporre la sua fiducia nelle persone che "un voto parlamentare avesse indicato come necessari successori dei ministri" da lei nominati.

## Rapporto con il sistema dei partiti
Fondamentale appare, nel delineare il sistema Westminster, la stretta correlazione tra sistema parlamentare e sistema bipartitico, favorita dall'assenza di fratture sociali o politico-istituzionali per tutto il XVIII secolo, che avrebbero contrariamente dato impulso allo sviluppo del multipartitismo. Il conflitto politico fu perciò confinato all'arena politica parlamentare, ove comincia a concretizzarsi il two-party system". La condizione normale del sistema parlamentare è una divisione tra due partiti, ciascuno dei quali è pronto ad assumere l'ufficio quando l'altro perde la sua maggioranza. Una divisione tra due partiti è la condizione essenziale per il successo del sistema parlamentare" (Lowell). La divisione attorno al governo favorì l'emergere di un contesto bipartitico, di una dualità tra governo e opposizione che sarebbe sfociata nella formazione di partiti ideologicamente distinti. Dualità partitica come contesto permanente della dialettica e dei conflitti politici.
Uno sviluppo importante del governo parlamentare è la sua trasformazione in party government: il partito è sentito come unità essenziale, è necessario assicurarsi stabili maggioranze, si avvia la crescita dell'organizzazione partitica. L'assenza di una salda maggioranza parlamentare e la disorganizzazione dei partiti avevano infatti prodotto uno stato di caos e di inefficienza dei lavori parlamentari. "Senza coerenti divisioni partitiche, la Camera dei Comuni non era altro che una caotica e disorganizzata massa" (Massari). Il rimedio poteva essere individuato soltanto in uno strong party government (Salisbury).
Il party government è certo un'innovazione rispetto al governo parlamentare basato sull'indipendenza del singolo rappresentante e sulla centralità dell'assemblea nei confronti dell'esecutivo: rappresenta una soluzione al problema della stabilità e coesione delle maggioranze parlamentari. L'attore principale non è il partito di massa ma il partito parlamentare che accetta tutti gli istituti del governo rappresentativo e responsabile. Ciò non significa che i partiti britannici non assunsero una fisionomia di massa, con organizzazioni diffuse su tutto il territorio nazionale. Ciò che non si realizzò fu il ruolo di partecipazione decisionale del partito extraparlamentare rispetto al partito parlamentare dei leader; partito extraparlamentare che non intralciava la leadership parlamentare all'interno di una forma di governo democratica.
Il fattore istituzionale che doveva risultare di importanza decisiva per l'influenza sui partiti politici e sul loro modo di essere al governo fu l'affermarsi del sistema di governo incentrato sul Cabinet, ovvero la concentrazione del potere legislativo in un organo esecutivo. "La bontà della nostra costituzione consiste, secondo la teoria tradizionale, nell'intera separazione dell'autorità legislativa ed esecutiva, ma in verità il suo merito consiste nella loro singolare vicinanza. Il legame connettivo è il Cabinet. Con questo nuovo termine noi intendiamo un comitato del corpo legislativo scelto per essere il corpo esecutivo" (Walter Bagehot). A partire dagli anni trenta dell'Ottocento si era infatti avviata una concentrazione dell'iniziativa e dell'autorità legislative nel Cabinet. In questa fase il dovere del governo era inteso nel senso di amministrare, non di governare. Il Cabinet, pertanto, aveva funzioni puramente esecutive, distinte dalla funzione legislativa che veniva svolta dal parlamento tramite i suoi private members. I cambiamenti che portarono all'affermazione del potere legislativo del Cabinet si verificarono anzitutto nella procedura parlamentare, portando infine a un equilibrio costituzionale tra potere legislativo ed esecutivo. Il processo di centralizzazione del potere legislativo nel Cabinet ebbe naturalmente come risvolto la diminuzione dello status dei singoli parlamentari, in termini di perdita del potere di iniziativa legislativa esercitato individualmente. La figura del deputato indipendente cede sempre più il passo alla figura collettiva del partito parlamentare coeso e disciplinato: declino generale del parlamento a vantaggio dell'esecutivo, singolo parlamentare che non ha più alcuna influenza significativa sulla politica distributiva e generale. Nasce la party politics, ovvero le divisioni per linee partitiche in parlamento e nell'elettorato.
La fusione dei poteri legislativo ed esecutivo nel Cabinet influenzò il modo di essere dei partiti in parlamento e nell'elettorato. Le conseguenze furono l'affermazione della disciplina interna dei partiti sui singoli parlamentari e il concretizzarsi di un comportamento di voto rivolto al partito e non alle singole personalità: l'interesse dell'elettore si spostò dalla persona all'esecutivo. Per influire sulla politica del Cabinet l'unico modo per gli elettori era votare per un partito, ossia scegliere il partito alla guida dell'esecutivo. Si crea così un rapporto diretto tra Cabinet ed elettorato, saltando di fatto la mediazione parlamentare: è ormai l'elettorato che, votando per un partito, sceglie la nuova maggioranza parlamentare e conseguentemente il governo. Quando quest'ultimo sente venir meno la propria maggioranza nei momenti di crisi, è al paese che guarda non al parlamento. "L'elettorato era più importante della Camera dei Comuni" (Butt): si era così passati dal government by Parliament al government through Parliament.
La nuova relazione tra Cabinet ed elettorato fu espressa anche in termini di nuovo principio costituzionale, attraverso la dottrina del mandato elettorale: l'elettorato non solo sceglieva un governo ma anche una politica, sulla base del programma presentato da parte dello stesso partito. Ciò implicava che nell'arena elettorale la competizione fosse tra partiti con programmi e leadership alternativi, così come comportava un allentamento della dipendenza del rappresentante nei confronti della propria constituency.
Per tutte tali ragioni tra Cabinet government e party government non sembra esserci soluzione di continuità: l'uno presuppone l'altro. "Se questa è un'età di Cabinet government, la ragione in prima istanza è che essa è un'età di party government", secondo l'efficace correlazione esplicitata da Beer.

## La critica di Bobbio
In una conferenza tenuta a Roma alla presenza di Piero Calamandrei, il 7 aprile del 1946, la relazione di Norberto Bobbio denunciò la perdita di centralità delle istituzioni parlamentari già nel modello Westminster: se la forma di governo parlamentare è «quel regime in cui organo sovrano è il parlamento» e il governo deve essere «responsabile esclusivamente di fronte a esso», il regime inglese «non è più un regime parlamentare», per effetto del progressivo allargamento del suffragio. Il «centro politico» del sistema si sarebbe spostato dal Parlamento ai partiti e al governo, che è «l'emanazione del partito di maggioranza», per cui il Parlamento si presenta oramai soltanto come un «ponte di passaggio», un «tratto d'unione tra due centri politici», «un canale di collegamento tra popolo e governo». Il governo è «espressione del partito di maggioranza» ed essendo «composto dai capi del partito (...) non è più la Camera dei Comuni che controlla il governo, ma il governo che controlla la Camera dei Comuni». Ne deriva che «il parlamento non è più un'assemblea sovrana»; pur avendo perduto la sua originaria centralità istituzionale, mantiene però una funzione fondamentale: è «un'assemblea di dibattiti (...) parla ma non decide. Le questioni le discute ma non le risolve esso stesso; i progetti li critica ma al fine li approva».
La morale è che, per un efficiente funzionamento del sistema istituzionale dello Stato, c'è per il filosofo torinese «la necessità di grandi partiti democraticamente organizzati al servizio della democrazia»: è questa la migliore garanzia «di un governo forte», che, come avviene nei sistemi di democrazia occidentale evoluta, non «corra il pericolo di trasformarsi in governo dittatoriale».

## Alcuni paesi che utilizzano il sistema Westminster
- Australia
- Bahamas
- Barbados
- Canada
- Giamaica
- Lesotho
- India
- Kiribati
- Malaysia
- Malta
- Nuova Zelanda
- Regno Unito
- Samoa
- Singapore
- Sudafrica
- Trinidad e Tobago
- Tuvalu